# Biserica „Sfântul Nicolae” din Chiștelnița
Biserica „Sf. Nicolae” este o biserică amplasată în Chiștelnița, raionul Telenești, Republica Moldova. Este un monument arhitectural de importanță națională inclus în Registrul monumentelor Republicii Moldova ocrotite de stat cu nr. 1476 (raionul Telenești). Datează din 1818.